# Dua Saleh
Dua Saleh (en arabe : دعاء صالح) (API : [duˈʕæːʔ],) est principalement une figure du rap, originaire du Soudan, et vivant à Minneapolis, au Minnesota (États-Unis). L'artiste s'identifie comme queer, non-binaire et immigrant / immigrante.
Sa musique est présentée comme un mélange de rap, de pop et de R&B, et comme défiant les genres. Son premier EP, Nūr (2019), dont le titre signifie « lumière » en arabe, a connu un succès critique ; il a été suivi d'un deuxième, Rosetta, nommé d’après l’artiste pionnière du rock, Sister Rosetta Tharpe (2020), et d'un troisième, Crossover (« Croisement »), dont le titre souligne le désir de l'artiste de transgresser les frontières des genres musicaux.
En 2021 le site Music in Africa cite Dua Saleh parmi les 5 artistes soudanais les plus productifs, avec Gaida, Hiba Elgizouli, Bas' et Sinkane, et parmi les rappeurs arabes qui « cassent les codes », avec Zap Tharwat, Mona Haydar (en), Médine et Marou César.
La célébrité de Dua Saleh acquise grâce à son travail musical, s'est accrue à la suite de sa participation à la série Netflix Sex Education où Dua Saleh joue le rôle de Cal Bowman, élève non-binaire d'un établissement scolaire fictif.

## Jeunesse
Le lieu de naissance de Dua Saleh est Kassala, au Soudan. Sa famille, d'origine toundjour, réside initialement au Tchad / Darfour et fuit le Soudan à la suite de la seconde guerre civile soudanaise dans les années 1990,, quand Dua Saleh a cinq ans, et s'installe d'abord en Érythrée, puis aux États-Unis dans le Dakota du Nord, le Maine et Newark dans le New Jersey, avant de résider dans le quartier Rondo de Saint Paul au Minnesota,,,. Dua Saleh fréquente le Saint Paul Central High School (en) et prend conscience de l'existence d'une « oppression systémique » au cours de sa formation, selon ses termes. Le sentiment d'être en danger expliquerait son intérêt  pour l'organisation communautaire,. Après avoir obtenu son diplôme de Saint Paul Central High School, Saleh étudie à l'Université d'Augsbourg et y suit un double cursus en études sur le genre, les femmes et la sexualité et en sociologie,,. Pendant son séjour à Augsbourg, Dua Saleh mène une grève dans son ancien lycée, par l'intermédiaire de la branche jeunesse de St. Paul de la National Association for the Advancement of Colored People (NAACP), pour protester contre le pipeline école-prison à Saint Paul Central High School. Dua Saleh a également participé à des actions du Neighborhoods Organizing for Change, de la Pan Afrikan Student Union, du Minnesota Public Interest Research Group et des LGBTQIA+ Student Services d'Augsbourg,. Dua Saleh obtient son diplôme d'Augsbourg en 2017.

## Carrière
Dua Saleh ne pensait pas avoir de dispositions particulières pour le chant mais un ami lui a permis d'entrer en relation avec le producteur Mike Frey pour faire un essai d'enregistrement. Selon Mike Frey, la prise unique qui en a résulté était "une si bonne performance" qu'un contrat a été rapidement conclu. Le premier single de l'artiste, First Take, est sorti le 10 mai 2017 ; son nom de scène étant alors Dua,.
Après la sortie du single, un producteur de Minneapolis, Psymun, a contacté Saleh pour qu'ils travaillent ensemble,. First Take, bien accueilli en ligne, a ainsi été suivi par la sortie du premier single produit par Psymun et Dua Saleh, une performance au festival des Eaux Claires et une collaboration avec le rappeur de Floride Chester Watson (Void Interlude).
Le premier EP de Saleh, Nūr, est sorti le 3 janvier 2019 (label Against Giants) ; le nom de scène de l'artiste devient alors son nom complet, Dua Saleh,. Nūr a reçu des critiques positives de Pitchfork et Robert Christgau et a été soutenu par une sortie de clip vidéo pour la chanson Warm Pants en avril,,. Saleh a sorti deux autres vidéos cette année-là, pour Sugar Mama en octobre et pour son nouveau single Pretty Kitten en décembre,.
Au début de 2020, le Minnesota Daily évalue l'audience de Dua Saleh comme de « niveau national ». L'EP suivant, Rosetta, est sorti en juin 2020 et le troisième, Crossover, en octobre 2021,.
Le 30 mai 2020, Saleh a sorti le single Body Cast, une protestation contre les violences policières. Les gains produits par le téléchargement de la chanson sur Bandcamp sont reversés à l'organisation judiciaire basée à Minneapolis, Black Visions Collective ,. La piste comprend des extraits audio d'une vidéo virale de 2019 d'Angela Whitehead tenant tête à la police qui est entrée illégalement chez elle,. La vidéo de la chanson répertorie les noms des Afro-Américains non armés tués par la police.
Dua Saleh joue le rôle du personnage récurrent de Cal dans la troisième saison de la comédie dramatique Sex Education de Netflix et a également joué dans la production de Waafrika 123 de la 20% Theatre Company, en novembre 2018 à Minneapolis.

## Style musical et influences
L'artiste a grandi en écoutant principalement de la musique soudanaise, ainsi que des chansons de la chanteuse libanaise Nancy Ajram. Au lycée, Dua Saleh a écouté beaucoup de jazz des années 1940 et du hip hop des années 1990. Par la suite, l'artiste a trouvé des artistes queer qui lui ont « sauvé la vie », selon ses termes, comme Mykki Blanco, Le1f et Kilo Kish,. Sister Rosetta Tharpe et Marie Knight ont également exercé une grande influence sur sa vie et sur sa musique.
Rosetta contient le morceau "Smut", chanté partiellement en arabe ; par ce choix linguistique Dua Saleh espére entrer en lien avec les auditeurs de son pays natal et « percer dans le marché soudanais ».
La musique de Saleh a été classée comme rap,, pop, et R&B. Robert Christgau a décrit le style de performance de Saleh dans Nūr comme un mélange de chant traditionnel et de rap, tandis que Michelle Kim a caractérisé son style de performance vocale comme alternant « un rap délicieusement tactile et un chant envoûtant, ». Un trait saillant de l'œuvre de l'artiste est qu'elle défie les genres musicaux,,.

## Vie privée
La première langue de Dua Saleh était l'arabe ; en 2017 l'artiste déclare que c'est une « lutte de maintenir son rapport avec sa langue maternelle » en raison de son immersion dans la langue anglaise. Dua Saleh se rattache à la collectivité des musulmans mais pas à « la religion au sens institutionnel » du terme. Concernant les traditions vestimentaires islamiques, Dua Saleh déclare que « la tenue vestimentaire traditionnelle ne reflète pas [sa] relation personnelle avec le deen » (avec la religion). Au lycée, l'artiste a assuré la vice-présidence de l'alliance gay-hétéro de Saint Paul Central High School (en). Lorsque sa mère a découvert des brochures pour l'organisation dans son sac à dos, elle a envoyé Saleh à la Dugsi Academy, une école souscrivant à une charte islamique de la ville de Saint Paul.
Les pronoms de Dua Saleh sont they et « les néopronoms xe/xyr/xim »,. Son coming out comme non-binaire a eu lieu lors de sa deuxième année à Augsbourg .

## Discographie

### Albums studio
- 2019 - Nūr (EP)
- 2020 - Rosetta (EP)
- 2021 - Crossover (Mini-album)
- 2024 - I Should Call Them

### Compilations
- 2019 - Nūr - The Remixes